# LSI 코퍼레이션
LSI 코퍼레이션(LSI Corporation)은 산호세에 위치한 미국의 기업의 하나로, 데이터 센터, 모바일 네트워크 클라이언트 컴퓨팅의 스토리지와 네트워킹을 가속화하는 반도체와 소프트웨어를 설계하였다.
2014년 5월 6일, LSI 코퍼레이션은 브로드컴 리미티드(이전 이름: 아바고 테크놀로지스)에 6,600,000,000 달러에 인수되었다. 회사가 모회사로 병합되면서 LSI 브랜드를 계속 이어나가고 있다.

## 역사
1981년, 윌프레드 코리건(Wilfred Corrigan), Bill O'Meara, Rob Walker and Mitchell "Mick" Bohn은 캘리포니아주 밀피타스에 LSI 로직(LSI Logic)이라는 이름으로 LSI를 설립하였다. 윌프레드 코리건은 1981년부터 2005년까지 CEO로 일했다. LSI는 초기에 벤처 기업 세쿼이아 캐피털(Sequoia Capital)로부터 600만 달러의 투자를 받았다.